# 会津木綿
会津木綿（あいづもめん）は、陸奥国会津郡（現在の福島県西部）に伝わる綿織物。福島県指定伝統工芸品。
木綿平織の堅牢な織物で、古くから野良着などとして広く着用されていた。紺地に白い縞を織り出すものが元々一般的だったが、現在は赤や緑など様々な色の縞柄が織られている。厚みがありふっくらとした質感で、一般的な木綿平織物に比べて縮みにくい性質があるため、家庭での洗濯にも耐えるほどである。
経糸を小麦澱粉の液に漬けて固く糊付けし、横糸を織り込んでいく工程に特徴があり、糊付けしたことによる細かな節が経糸と横糸の間に空気の層を含む役割を果たしている。生地によく空気を含むため、汗をよく吸い込み保温性に優れる。

## 歴史
会津の綿花栽培は、天正年間に蒲生氏郷が執った産業振興策に由来するという。
寛永4年（1627年）には、加藤嘉明が以前の領国である伊予国松山から織師を招いて、会津に技術を広めた。伊予国はこの頃、瀬戸内交易の影響で、外国風の木綿の縞織物を特産品としており、これらの「伊予縞」（いよじま）と呼ばれる織物の技術が、現在の会津木綿の多彩な縞模様の素地となった。
寛永20年（1643年）、保科正之が綿花の栽培を奨励し、会津藩の藩士の妻女の内職として木綿織を広めていく。会津では農民の副作物として藍がよく栽培されており、農民の妻女は綿花の手紡ぎを冬の間の収入源としていた。
明治中頃、紡糸紡績業が発達する。綿糸を近隣の農家から購入するのではなく、国内の綿糸工場から大量に購入して力織機で大量に生産するようになる。
明治末期から大正にかけて、会津木綿の生産は最盛期を迎えた。
昭和以降、需要の急速な減少によって、生産は縮小。現在は、福島県会津若松市の山田木綿織元とはらっぱ、会津坂下町のIIE Lab.(イーラボ)の3工場のみが生産を担っている。